# Ligne de Rognac à Aix-en-Provence
La ligne de Rognac à Aix-en-Provence est une ligne de chemin de fer fret française, à voie unique, reliant l'étang de Berre à Aix-en-Provence, dans les Bouches-du-Rhône. Sa longueur est de 25 kilomètres.
Elle constitue la ligne 928 000 du réseau ferré national.

## Histoire

### Origine
C'est en 1832 qu'est lancée l'idée d'une « route de fer allant du Havre à Marseille » , qui « servirait de base à une réédification de toutes les communications du royaume ». Dès lors de nombreux projets sont avancés concernant la région provençale. En 1836 la municipalité d'Aix-en-Provence exprime son refus de voir une voie ferrée traverser son territoire. En 1841, un projet de Jean François Mayor de Montricher fait passer la ligne Marseille - Avignon par La Fare, Salon et Cavaillon, itinéraire relativement direct (celui de l'actuelle autoroute). 
Finalement, c'est le projet de Paulin Talabot qui est retenu : la ligne passera le long de l'étang de Berre, ce qui exigera le percement d'un important tunnel à la sortie nord de Marseille, puis par Arles, de manière à desservir le port fluvial, car la navigation sur le Rhône reste privilégiée pour les marchandises. Ni Aix ni Salon ne seront desservis. En 1845 cependant un embranchement est décidé depuis l'étang de Berre vers le bassin minier de Gardanne et Fuveau par la vallée de l'Arc et Aix-en-Provence.

### Concession et utilité publique
La loi du 19 juillet 1845 autorise la mise en adjudication de « l'embranchement d'Aix sur le chemin d'Avignon à Marseille ». La municipalité d'Aix apporte une subvention d'un million de francs, sur les 7 millions du coût total estimé, car depuis l'ouverture de la ligne principale en 1849 elle n'acceptait plus d'être à l'écart des grands axes utilisant ce nouveau moyen de communication.
Le 19 juin 1852, le ministre des Travaux publics et les compagnies du chemin de fer de Marseille à Avignon et du chemin de fer de Lyon à Avignon signent une convention prévoyant le rachat de la première compagnie par la seconde. Ce même texte prévoit la concession à la nouvelle société de la ligne de Rognac à Aix. Une loi du 8 juillet 1852 approuve cette convention et rassemble différentes concessions du sud-est de la France au sein de la Compagnie du chemin de fer de Marseille à Avignon, renommée Compagnie du chemin de fer de Lyon à la Méditerranée. Cette fusion est réalisée pour résoudre les problèmes financiers récurrents de ces compagnies en réalisant un réseau de lignes cohérent et rentable. Cela permet à la nouvelle compagnie d'accepter une concession à 99 ans avec notamment à sa charge la construction de l'embranchement d'Aix. Ce sera la première ligne de chemin de fer à desservir la ville d'Aix.

### Travaux et mise en service
La ligne à réaliser a une longueur de 23,341 kilomètres avec des pentes variant principalement entre 4‰ et 8‰, sauf sur le « plan incliné d'Aix », tronçon long de 2 km entre Aix et les Milles, où la pente est de 15‰. Le rayon minimum prévu pour les courbes est de 500 mètres. Les tranchées et ouvrages d'arts doivent être établis pour deux voies mais une seule sera posée sauf sur le plan incliné qui en aura deux. Le cubage totale des terrassements prévus est de 570 000 mètres cubes. Il y a 70 ouvrages d'arts, dont trois viaducs sur l'Arc. C'est la Compagnie du chemin de fer de Lyon à la Méditerranée qui réalise les travaux sous le contrôle des services de l'État.
Les chantiers sont ouverts au mois de septembre 1854, mais ils prennent rapidement du retard, notamment du fait du manque d'ouvriers disponibles, conséquence de l'épidémie de choléra qui a ravagé le département. À la fin du mois d'août 1855, le chantier est actif, depuis le début des travaux les réalisations comportent 400 000 mètres cubes de terrassement, vingt ouvrages sont terminés et les autres en cours de construction, deux des viaducs en sont au niveau des naissances, le troisième étant un peu moins avancé, et quatre stations sont en cours de réalisation.

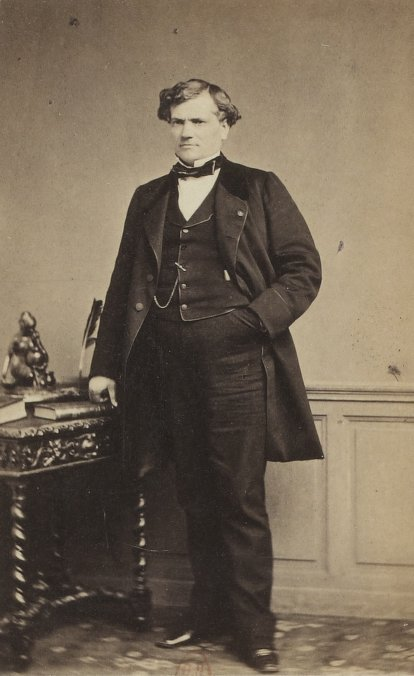
Émile Rigaud, maire d'Aix.

L'inauguration de la ligne a lieu le 31 août 1856. Le train inaugural parti de Marseille avec les invités installés dans cinq wagons passe à Rognac pour prendre l'embranchement jusqu'à la gare d'Aix, terminus établi en bordure sud de la vieille ville, adossée à la place dite de la Rotonde, où l'attendent les autorités et une foule enthousiaste. Après les discours, notamment d'Émile Rigaud, maire de la ville, et du comte Henri Siméon, le train repart pour une halte de déjeuner champêtre à Roquefavour près de l'aqueduc, puis il regagne la gare de Marseille en 45 minutes.
L'ouverture à l'exploitation a lieu le 10 octobre 1856 elle permet d'effectuer le trajet entre Aix et Marseille entre 2 heures et 1 h 30.

### Ligne du PLM
Le 19 juin 1857 la ligne est reprise par la Compagnie des chemins de fer de Paris à Lyon et à la Méditerranée (PLM), nouvelle compagnie issue d'une fusion incluant la compagnie créatrice de la ligne.
Dans les années 1860 la ligne est parcourue par des trains omnibus, avec arrêt à Velaux, Roquefavour et Les Milles, qui font le trajet Rognac - Aix en 1 h 11.
La ligne directe Aix - Marseille, section terminale de la « ligne des Alpes » du PLM, est inaugurée en 1877. Un embranchement, partant en rebroussement de la gare, est établi d'Aix à Meyrargues. L'achèvement de la ligne des Alpes, qui devait aboutir à Marseille, nécessita la construction d'une nouvelle gare de transit, qui fut établie un peu plus au sud, où elle se situe toujours. L'ancienne gare terminus devint gare de marchandises.
En 1911, la ligne de Rognac à Aix comporte six gares dénommées : Rognac, Velaux, Roquefavour, Les Milles, Aix (GV) et Aix (PV), et une halte dénommée : Saint-Pons (Bouches-du-Rhône).
Une nouvelle halte dénommée « Hippodrome de Parade » est créée pour la desserte du champ de course du même nom situé à Aix, elle est mise en service le 14 juillet 1926. Elle est ouverte aux voyageurs sans bagages les jours où des courses sont organisées.
Jusqu'à la seconde Guerre mondiale, la ligne de Rognac à Aix était considérée « d'importance stratégique », car, jointe à la ligne de Gardanne à Carnoules, elle constituait un axe ouest - est de circulation ferroviaire permettant d'envisager un contournement par le nord de l'agglomération marseillaise, en cas d'interruption de la ligne principale ou de risque important lié à la circulation sur la côte en cas de conflit armé.

### Ligne SNCF
Le 7 avril 1939, le Ministre des travaux publics, par un arrêté, approuve, en y faisant des modifications, le plan d'organisation des transports publics de voyageurs préconisé par l'assemblée du département le 18 avril 1938. La ligne est fermée au service des voyageurs le 18 avril 1939. Il n'est pas mis en place un service de remplacement routier car le service actuel de ce type est « convenable pour les usagers ».
Un siècle après sa construction, le trafic marchandises étant décidément restreint, la gare marchandises, ancienne première gare d'Aix, fut rasée et remplacée par une gare routière
Le 19 octobre 1977, l'explosion et l'inflammation d'une canalisation de gaz naturel à haute pression détruit une partie de la voie sur le territoire de la commune de Velaux, interrompant provisoirement le trafic.

## Caractéristiques

### Tracé

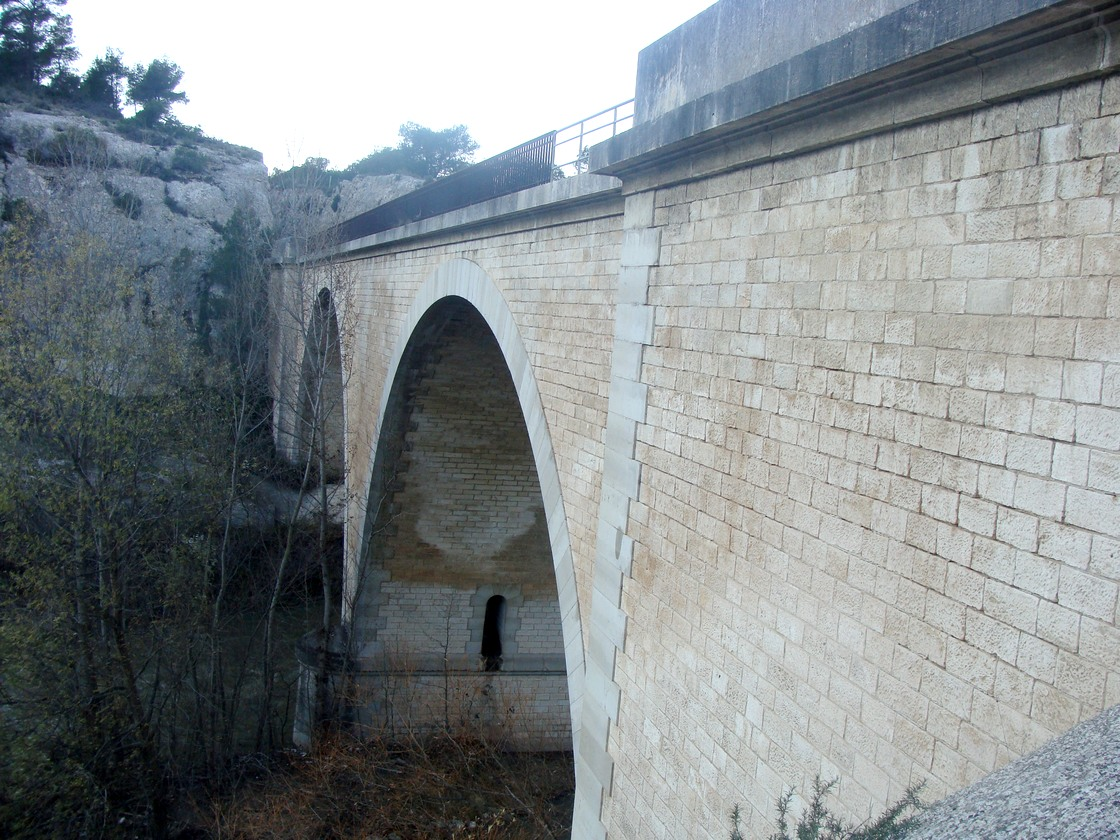
Viaduc sur l'Arc à l'ouest de Roquefavour

La ligne, qui suit presque de bout en bout la vallée de l'Arc, est en très légère pente : de 25 mètres d'altitude à Rognac, elle passe de manière régulière à 180 mètres à Aix, soit une pente moyenne de 10 %o. À l'exception du franchissement du défilé de Roquefavour, la ligne a une assise naturelle en terrain plat. Ce profil est incomparablement plus favorable aux circulations que celui des lignes d'Aix à Marseille ou à Grenoble.
La ligne est à voie unique ; à la construction, les plates-formes ont reçu un gabarit permettant la mise à double voie, mais celle-ci n'a jamais été posée. Des voies d'évitement ont été posées dans les trois gares intermédiaires, mais ont aujourd'hui disparu. Elle comportait peu d'ouvrages d'art, si ce n'est trois viaducs, dont deux sur l'Arc, aux environs de Roquefavour ; s'y sont ajoutés dans la deuxième moitié du XXe siècle plusieurs passages sur ou sous les autoroutes à l'approche d'Aix-en-Provence. Plusieurs routes sont franchies à niveau à Velaux, Saint-Pons et les Milles.

### Particularités
La connexion avec la ligne de Marseille à Avignon se fait en gare de Rognac, qui dispose de trois voies à quai, deux pour la ligne principale et une pour la ligne d'Aix. Le passage de la ligne principale à la ligne d'Aix dans le sens Marseille - Aix se fait parallèlement à la direction d'Avignon dans le prolongement de cette troisième voie.
La jonction à Aix avec la ligne des Alpes se fait peu avant la gare d'Aix ; la fin de ligne commune jusqu'à la gare est à voie unique, alors que la plateforme (ici en tunnel) permettrait la double voie.

## Exploitation
La ligne ne propose plus aucun trafic voyageurs. Elle n'était utilisée que pour le transit de quelques trains complets de bauxite en provenance d'Afrique par la zone portuaire de Fos et à destination des usines de traitement de Gardanne, et pour la desserte de la zone d'activités d'Aix-les-Milles, jusqu'au 28 janvier 2022, date à laquelle a circulé le dernier train de bauxite.
Cependant, à titre exceptionnel, la ligne a été ouverte, de janvier 2007 à décembre 2008, à quelques circulations voyageurs de la relation Marseille - Briançon détournées par cet itinéraire du fait de la neutralisation de la ligne directe Marseille - Aix. Le trajet (deux autorails par jour dans chaque sens) durait environ 20 minutes, plus un important temps de manœuvre à Rognac, ce qui portait la durée de la liaison Marseille - Aix par Rognac à 70 minutes (55 au retour), au lieu de 31 par la ligne normale.

## Perspectives
Dans le cadre du développement des transports publics voulu par le conseil régional Provence-Alpes-Côte d'Azur, Réseau ferré de France étudie la possibilité d'une réouverture de la ligne au trafic voyageurs. Une concertation publique a eu lieu en 2017 sur un avant-projet consistant à faire circuler 2 TER par heure et par sens entre Aix-en-Provence et Rognac, en ajoutant 2 haltes ferroviaires à Velaux et Plan d'Aillane pour un coût de 95M€. Ce projet est en sommeil.
La mairie d'Aix-en-Provence a de son côté proposé de faire circuler des bus à haut niveau de service (BHNS) sur la ligne « platelée », c'est-à-dire transformée en plateforme routière mais intégrant les rails pour maintenir la circulation ferroviaire. Ce type de solution est catégoriquement rejetée par la Fédération nationale des associations d'usagers des transports (FNAUT).
Créée à l'été 2020, l'association Tram Train du Pays d'Aix propose un contre-projet consistant en un tram-train qui intégrerait la ligne Rognac - Aix dans une grande transversale reliant la Mède à Pertuis sur voies existantes, avec deux embranchements à créer au sud d'Aix, dont un rejoignant la gare d'Aix-en-Provence TGV.

## Quelques vues de la ligne

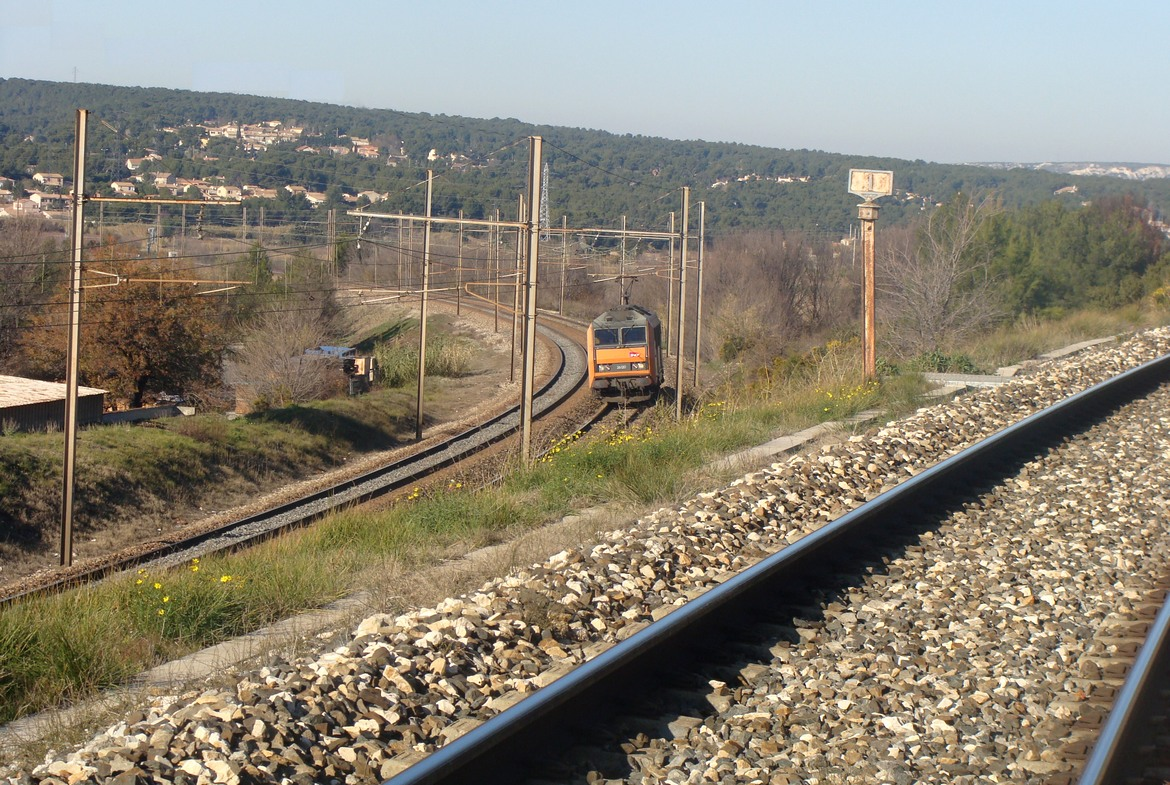
La bifurcation de la ligne Rognac-Aix et de la ligne Marseille-Avignon
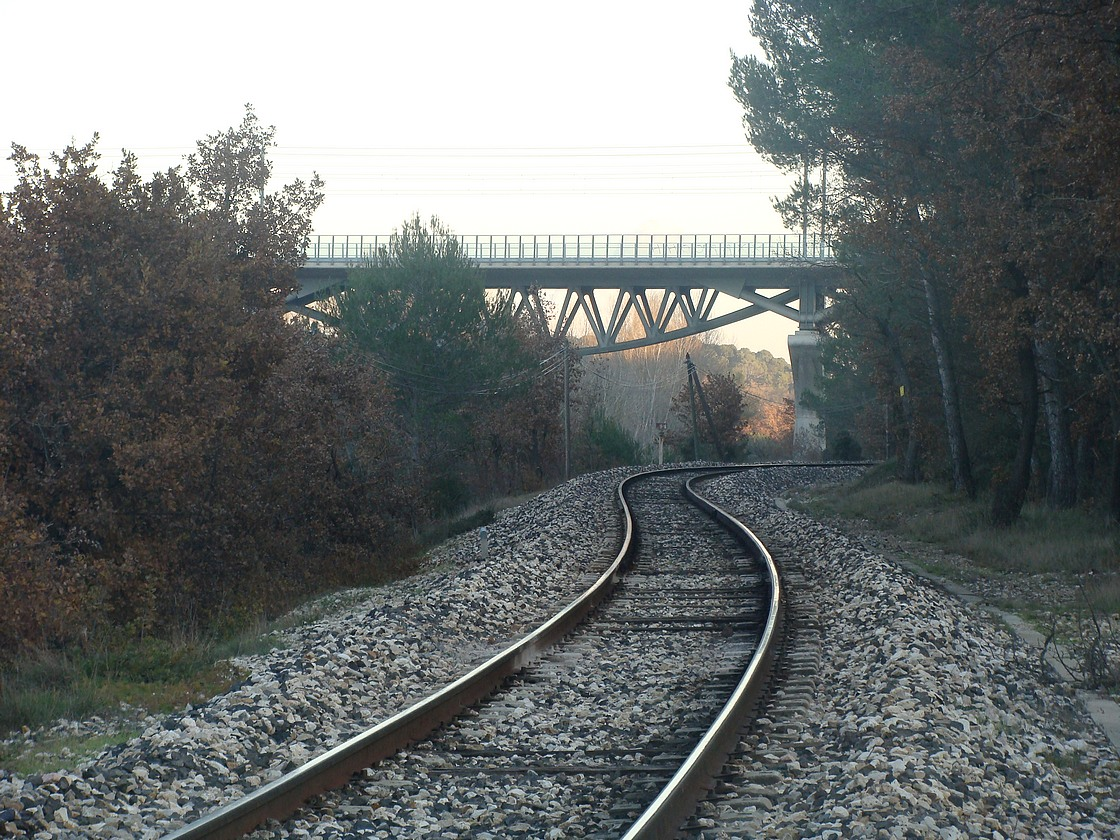
La ligne Rognac-Aix et le viaduc de l'Arc sur la LGV Méditerranée à Roquefavour
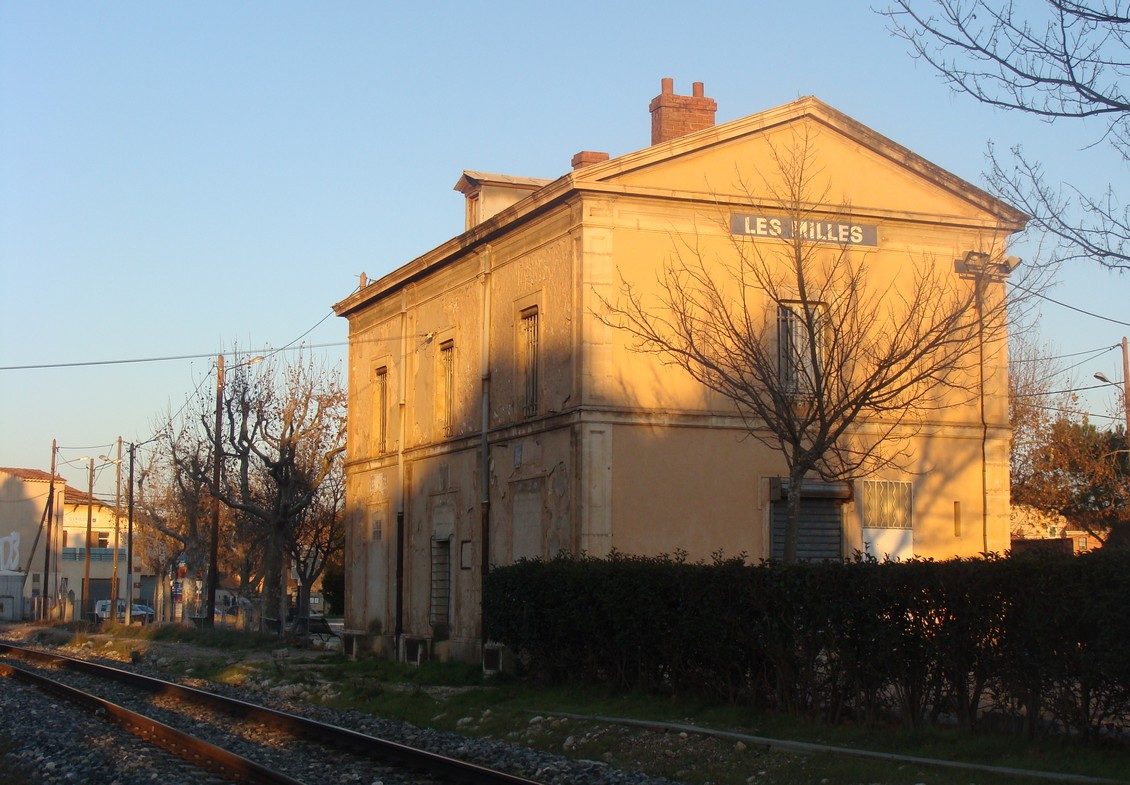
L'ancienne gare des Milles
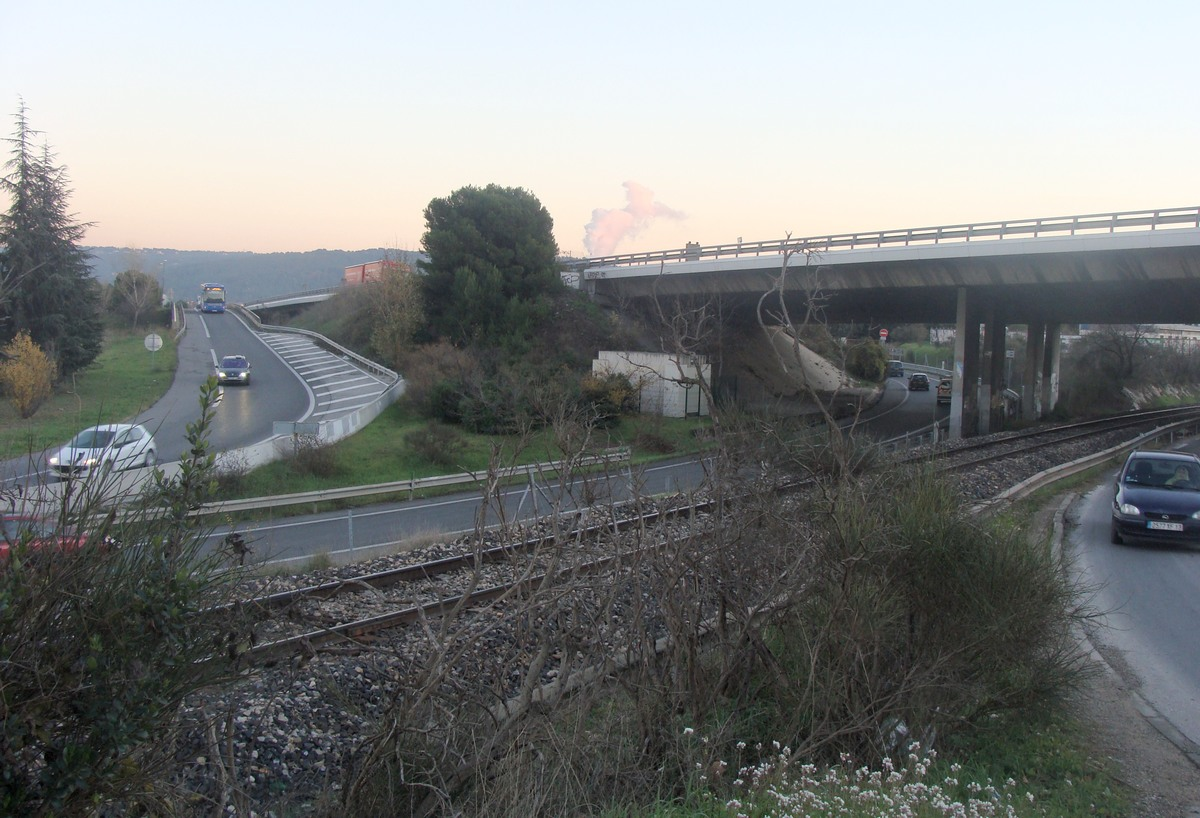
La ligne Rognac-Aix passant sous l'autoroute A8 à l'entrée d'Aix-en-Provence

### Circulations exceptionnelles (2007-2008)

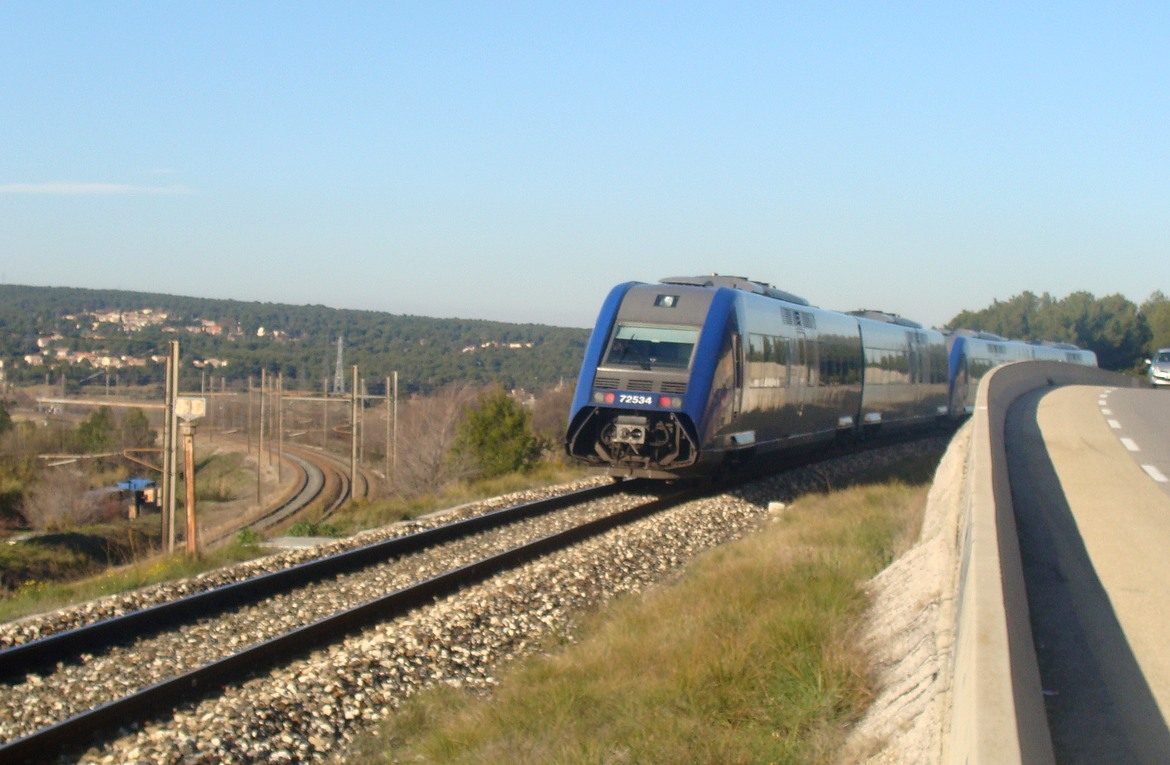
Une rame TER Marseille - Briançon (deux X 72500 en UM) au kilomètre 1 de la ligne ; on aperçoit à gauche la ligne Marseille - Avignon
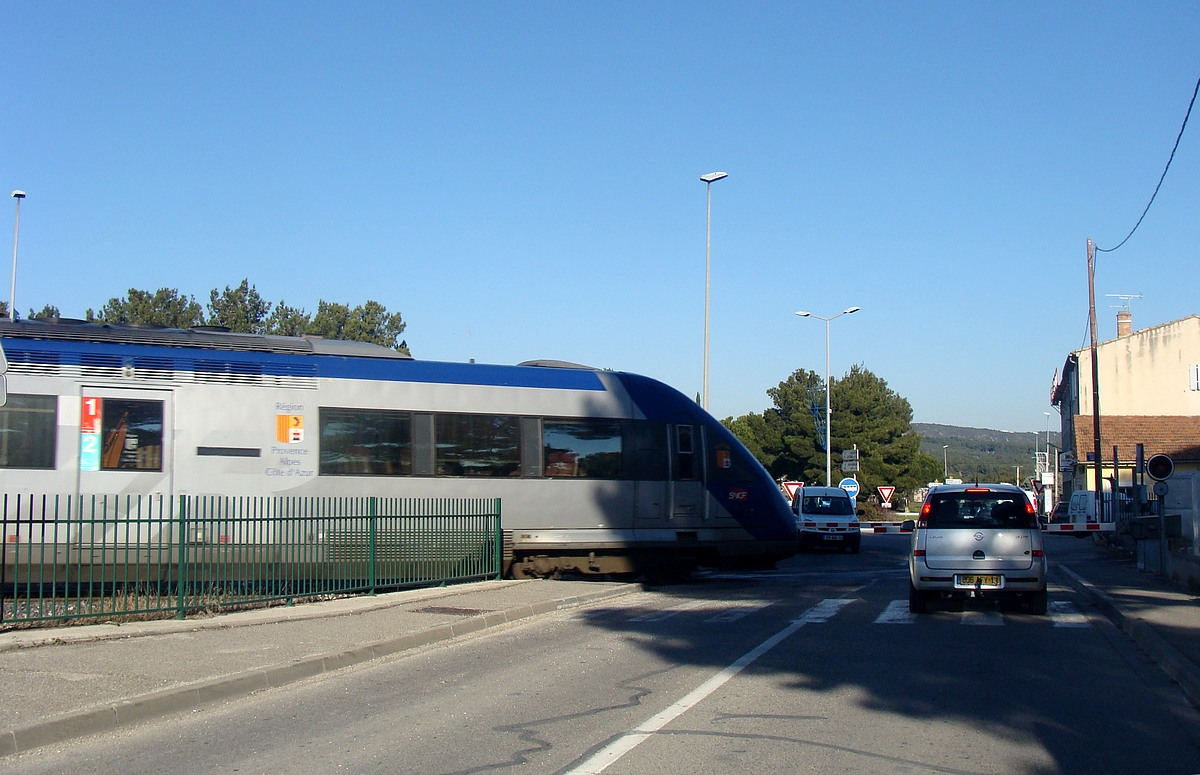
Une rame TER Marseille - Briançon (X 72500 en tête) au passage à niveau de Velaux
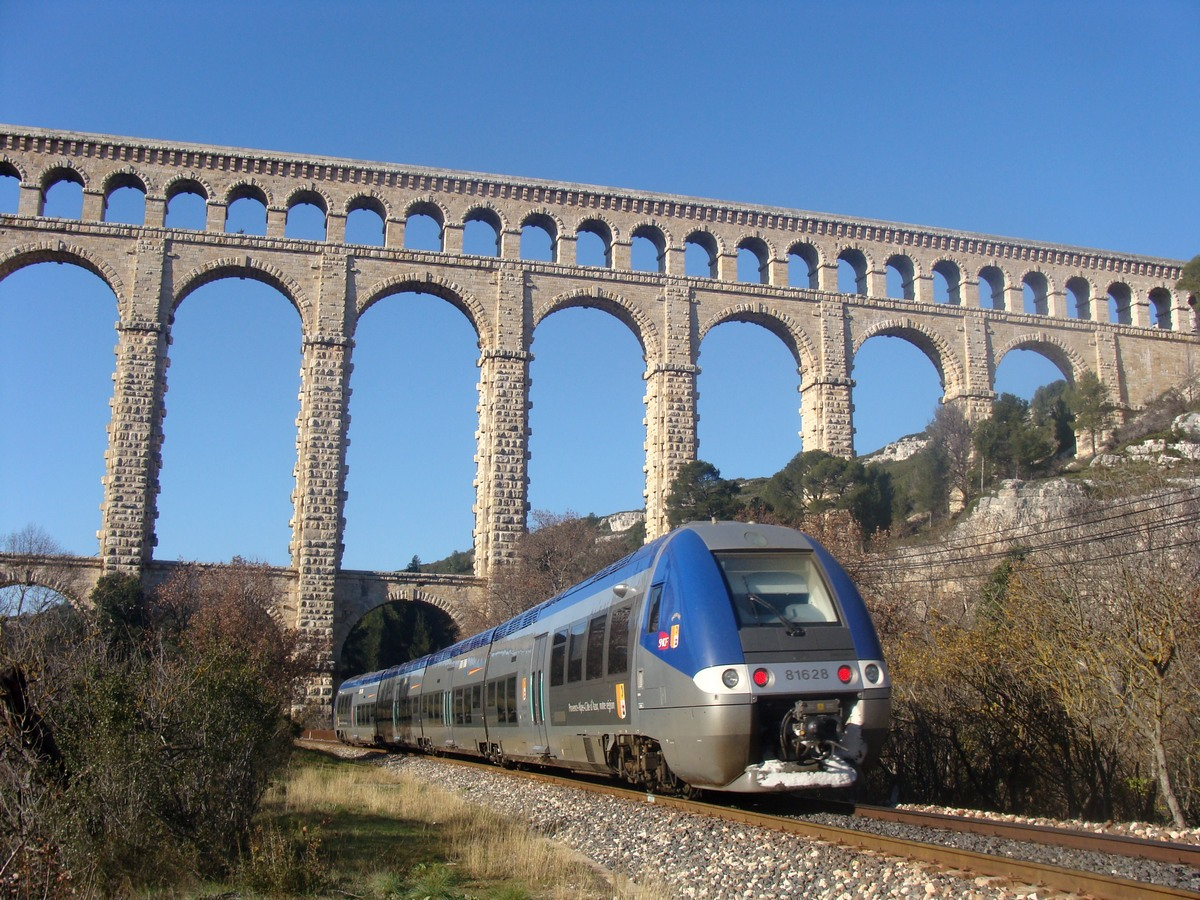
Une rame TER Briançon - Marseille (B 81500) s'apprête à passer sous l'aqueduc de Roquefavour
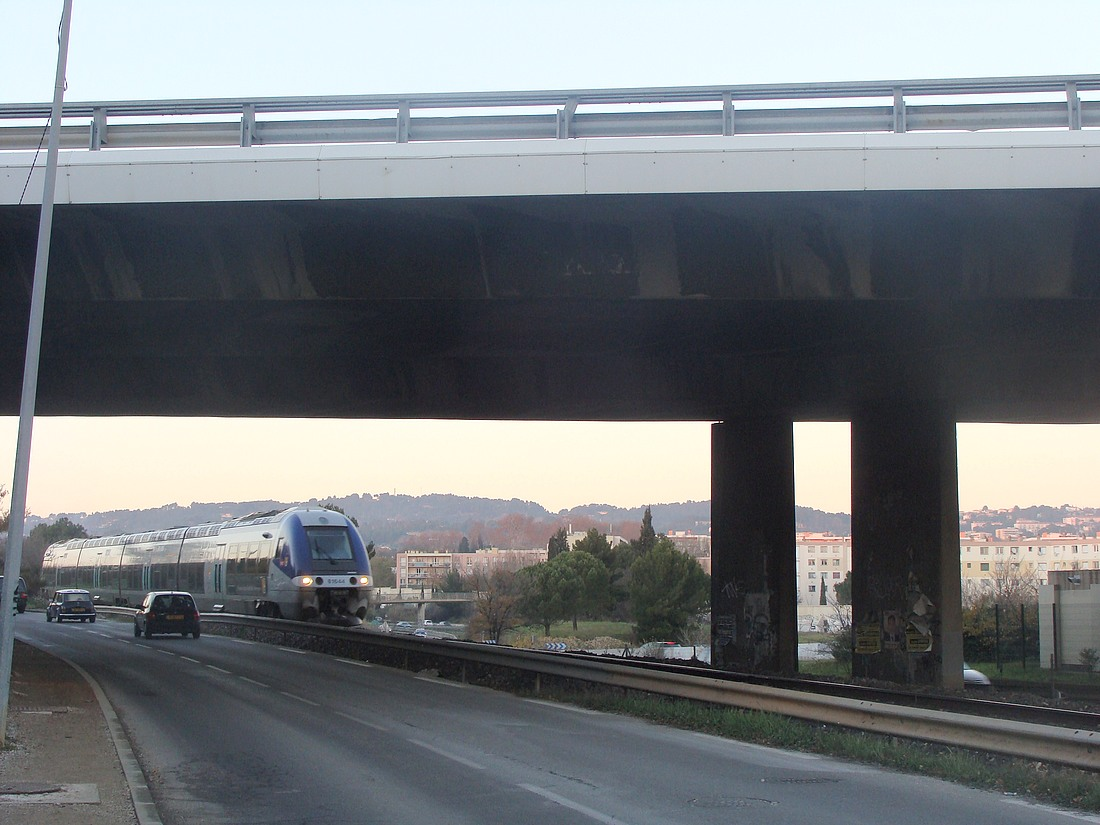
Une rame TER Briançon - Marseille (B 81500) passe sous l'autoroute A8 à Aix-en-Provence